# Burgstall Hohenstein (Staudach-Egerndach)
Der Burgstall Hohenstein ist eine abgegangene mittelalterliche Spornburg auf einem 690 m ü. NHN hohen Bergsporn am Nordhang des Schnappenberges („Schlossberg“) zwischen Kehrergraben und Alplbach auf dem Gemeindegebiet Staudach-Egerndach im Landkreis Traunstein in Bayern. Die Anlage wird als Bodendenkmal unter der Aktennummer D-1-8240-0017 im Bayernatlas als „Burgstall des hohen und späten Mittelalters ("Hohenstein")“ geführt. 

## Geschichte

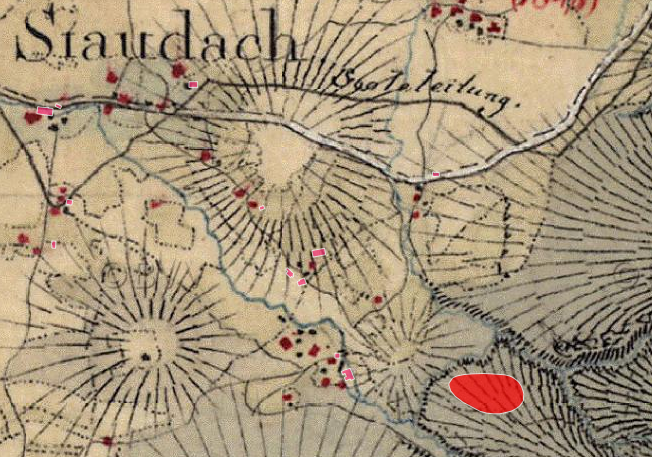
Lageplan von Burgstall Hohenstein auf dem Urkataster von Bayern

Die Burg wurde Mitte des 11. Jahrhunderts von Graf Marquart I. von Hohenstein (Grafschaft Kraiburg) erbaut und um 1180 mit einem „Karolus de Hohenstaine“ erwähnt. 1260 war die Burg im Besitz des Wittelsbacher Herzogs Heinrich XIII. von Niederbayern. Ende des 14. Jahrhunderts war die Burg verfallen.

## Beschreibung
Von der ehemaligen Burganlage auf einem heute bewaldeten Burgplatz von 45 mal 15 Meter mit einer Kernburg, durch zwei Abschnittsgräben von der Vorburg getrennt, ist nichts mehr erhalten. 